# Piramidecellen
Piramidecellen (of piramidale cellen of cellen van Betz) zijn zenuwcellen met een driehoekig cellichaam dat aan een piramide doet denken. Zij zijn in groten getale aanwezig in laag V van de motorische schors bij zoogdieren. De uitlopers van deze cellen lopen naar het ruggenmerg, naar subcorticale gebieden zoals de thalamus of naar andere gebieden in de hersenschors. Ze zijn onderdeel van het piramidale systeem als startpunt van de tractus corticospinalis en tractus corticobulbaris. Piramidecellen hebben vooral een motorische (efferente) functie. Ze werden voor het eerst beschreven door Santiago Ramón y Cajal.

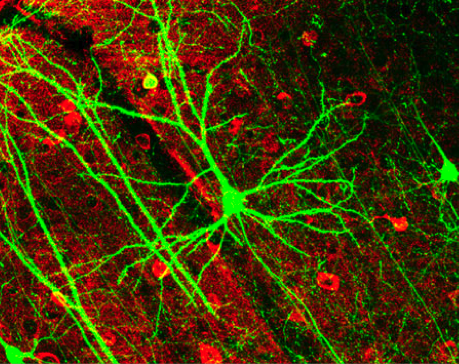
Door middel van groen fluorescent proteïne zichtbaar gemaakte piramidecel (gfp)
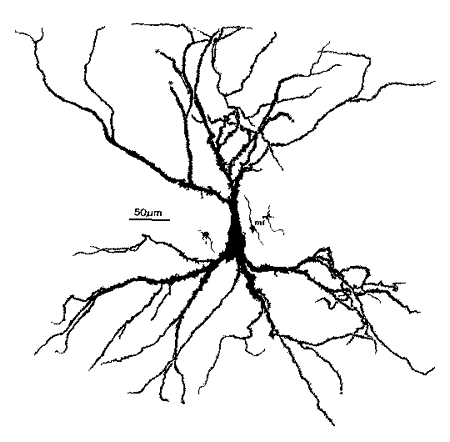
Piramidecel in de hippocampus

## Kenmerken
Piramidecellen hebben een driehoekig perikaryon, waarvan de vorm aan een piramide doet denken. Andere kenmerken zijn een enkel axon, een lange apicale dendriet vanaf de apex, verschillende basale dendrieten vanaf de basis en de aanwezigheid van gemmulae.
Piramidecellen behoren tot de grootste zenuwcellen in de hersenen. Bij mensen varieert de diameter gewoonlijk van 10 tot 50 micrometer, maar er zijn gevallen van meer dan 100 micrometer bekend. De diameter van piramidedendrieten varieert van een halve micrometer tot enkele micrometers, maar als gevolg van vertakking kan een piramidedendriet ook enkele centimeters lang worden. Het axon van een piramidecel is vaak nog langer.

### Gemmulae/Dendritische spines
Van alle exciterende postsynaptische potentialen die een piramidecel binnengaan worden de meeste opgevangen door de gemmula of dendritische spine. Ze werden voor het eerst opgemerkt in 1888 door Santiago Ramón y Cajal, die de golgikleuringsmethode gebruikte; hoe groter het oppervlak van de piramidecel, des te beter de zenuwcellen grote hoeveelheden informatie kunnen verwerken en integreren.
Gemmulae zijn niet aanwezig op het perikaryon. Hun aantal neemt toe naarmate ze verder van het perikaryon verwijderd zijn. De apicale dendriet is bij mensen ongeveer tweemaal zo lang als bij ratten, wat zou betekenen dat het aantal op een menselijke apicale dendriet aanwezige dendritische spines tweemaal zo hoog zou moeten zijn, ofwel ongeveer 6000.

## Groei en ontwikkeling

### Differentiatie
Tijdens de eerste fase van de corticogenese migreren de piramidecellen naar de corticale plaat, waar ze verder diversifiëren. Een van de typen moleculen die de ontwikkeling van piramidecellen en de pathway van de axonen aansturen zijn endocannabinoïden. Gebleken is dat bepaalde groeifactoren zoals Ctip2 en Sox5 bijdragen aan de richting waarin de axonen van piramidecellen projecteren.
Bij ratten doorlopen de piramidecellen na de geboorte een aantal typische veranderingen; zo wordt het soma bijvoorbeeld twee keer zo lang, de apicale dendriet vijf keer en de basale dendriet dertien keer. Een ander kenmerk is het verlaagde rustpotentiaal van de membraan, een verminderde membraanweerstand en toegenomen piekwaarden van de actiepotentialen.